# غوتس علي
غوتس علي (بالألمانية: Götz Aly)‏ (و. 1947  م) هو صحفي، ومؤرخ العصر الحديث، ومؤرخ، وأستاذ جامعي ألماني، ولد في هايدلبرغ.

## التعليم
تعلم في جامعة برلين الحرة.

## جوائز
حصل على جوائز منها:
- جائزة هاينريش مان [الإنجليزية]‏ (2002)[5]
- صليب وسام الاستحقاق من جمهورية ألمانيا الاتحادية (1967).

## وصلات خارجية
- غوتس علي على موقع IMDb (الإنجليزية)
- غوتس علي على موقع مونزينجر (الألمانية)
- غوتس علي على موقع قاعدة بيانات الفيلم (الإنجليزية)

- غوتس علي في قاعدة بيانات الأفلام على الإنترنت